# Gara Gara Go!!
„Gara Gara GO!!” (jap. ガラガラ GO!!) – drugi japoński singel południowokoreańskiej grupy Big Bang, wydany 8 lipca 2009 roku. Osiągnął 5 pozycję w rankingu Oricon i pozostał na liście przez 11 tygodni, sprzedał się w nakładzie 32 560 egzemplarzy.
Utwór „So Beautiful” jest angielskojęzyczną wersją koreańskiego utworu „Eoptneun Beonho (Unknown Number)” (kor. 없는 번호(Unknown Number)) z minialbumu Always. Singel został wydany w trzech wersjach: dwóch regularnych i limitowanej (CD+DVD).

## Lista utworów
| CD (Jacket A, wer. CD+DVD) |                                                     |      |
| Nr                         | Tytuł                                               | Czas |
| 1.                         | "Gara Gara GO!!" (jap. ガラガラ GO!!)               | 3:20 |
| 2.                         | "Top of the World"                                  | 3:02 |
| 3.                         | "Stylish"                                           | 3:07 |
| CD (Jacket B)              |                                                     |      |
| Nr                         | Tytuł                                               | Czas |
| 1.                         | "Gara Gara GO!!" (jap. ガラガラ GO!!)               | 3:20 |
| 2.                         | "Top of the World"                                  | 3:02 |
| 3.                         | "So Beautiful"                                      | 3:38 |
| DVD                        |                                                     |      |
| Nr                         | Tytuł                                               | Czas |
| 1.                         | "Gara Gara GO!!" (jap. ガラガラ GO!!) (Music Video) |      |
| 2.                         | "Gara Gara GO!!" (jap. ガラガラ GO!!) (Making)      |      |

## Notowania
| Lista                             | Pozycja |
| --------------------------------- | ------- |
| Oricon Daily Chart                | 3       |
| Oricon Weekly Chart               | 5       |
| Billboard Japan Top Singles Sales | 5       |
| Billboard Japan Hot 100           | 15      |